# Mètope
Mètope (en grec antic Μετώπη) va ser, segons la mitologia grega, una nàiade filla del déu-riu Ladó. S'associava a un curs d'aigua prop de la ciutat i del territori d'Estimfal, a l'Arcàdia.
Es va unir al déu-riu Asop, fill d'Oceà, i van tenir diverses filles, (12 o 20 segons els autors). Diodor en cita dotze, entre elles Ismene, Asopis, casada amb Jàpet, Salamina, Harpinna, Tebe i Egina. Va tenir també fills, Pelagont i Ismenos.